# Aire d'attraction de Château-Thierry
L'aire d'attraction de Château-Thierry est une aire d'attraction des Hauts-de-France, centrée sur la ville de Château-Thierry.
Elle est un zonage d'étude défini par l'Insee pour caractériser l'influence de la commune de Tergnier sur les communes environnantes. Publiée en octobre 2020, elle se substitue à l'aire urbaine de Château-Thierry, dont le dernier zonage remontait à 2010.

## Définition
L'aire d'attraction d'une ville est composée d'un pôle, défini à partir de critères de population et d’emploi ainsi que d’une couronne constituée des communes dont au moins 15 % des actifs travaillent dans le pôle. Le pôle d'attraction constitue ainsi un point de convergence des déplacements domicile-travail,.

## Type et composition
L'aire de Château-Thierry est une aire départementale qui comporte 52 communes. Château-Thierry en est la commune-centre.
Elle est catégorisée dans les aires de moins de 50 000 habitants, une catégorie qui regroupe 10,9 % de la population des Hauts-de-France et 12,2 % au niveau national.

### Carte

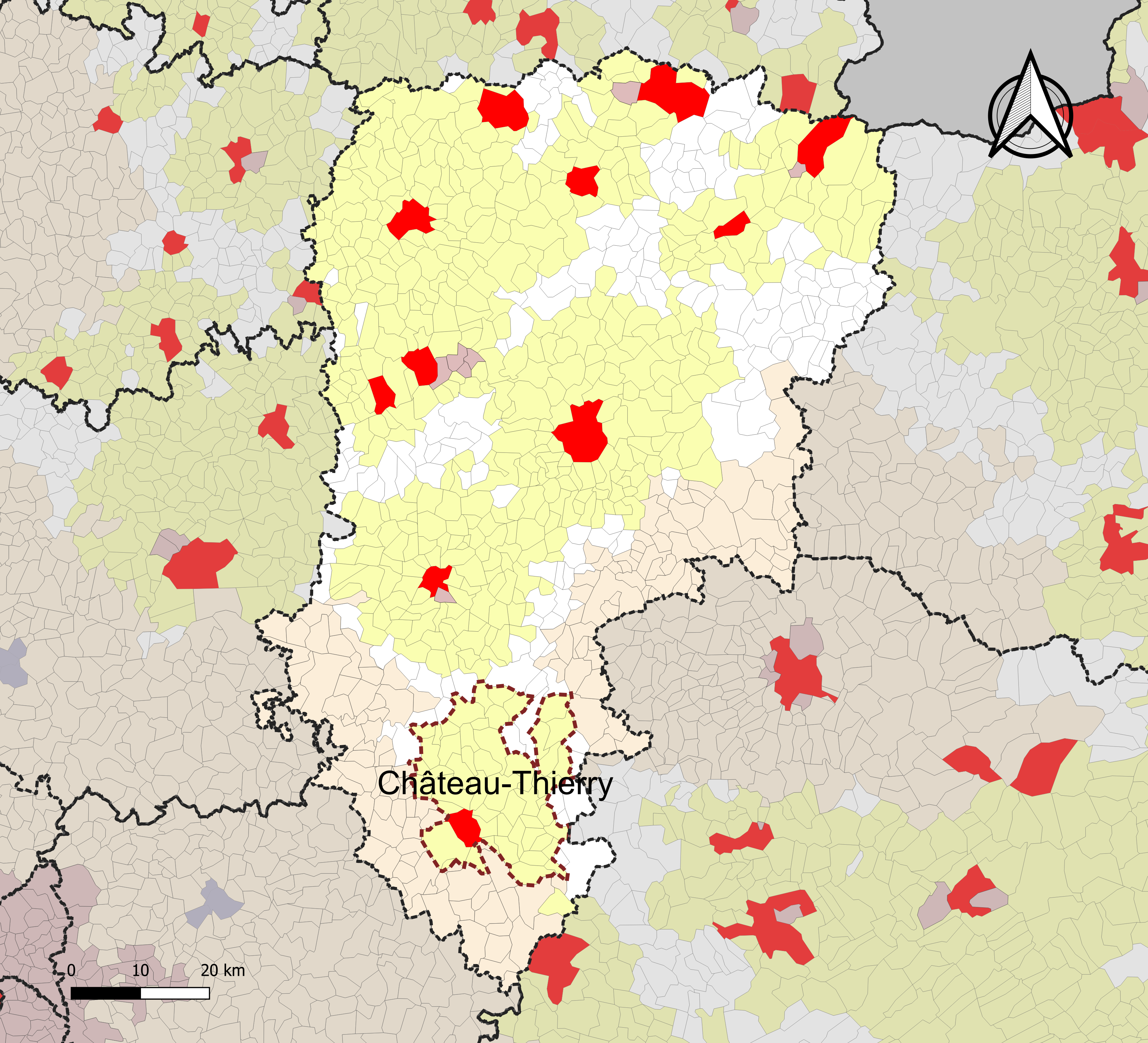
Carte de localisation l'aire d'attraction de Château-Thierry dans le département de l'Aisne.

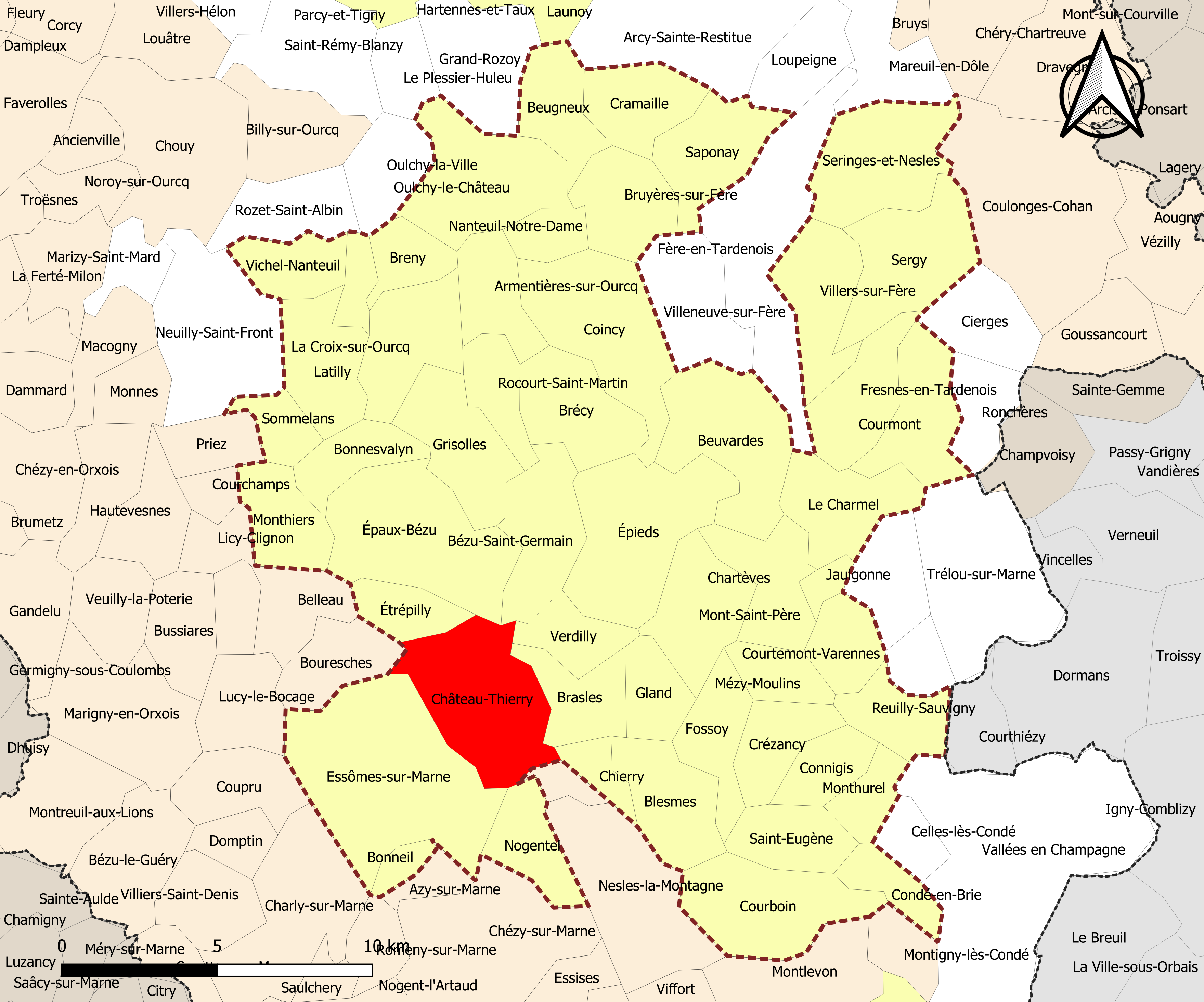
Carte de l'aire d'attraction de Château-Thierry.
Commune-centre
Commune du pôle principal
Commune de la couronne

### Composition communale
Les 52 communes de l'aire attractive de Château-Thierry et leur population municipale en 2022 : 
| Nom                              | Code Insee | Département | Statut                 | Superficie (km2) | Population (dernière pop. légale) | Densité (hab./km2) | Modifier                                    |
| -------------------------------- | ---------- | ----------- | ---------------------- | ---------------- | --------------------------------- | ------------------ | ------------------------------------------- |
| Château-Thierry (commune-centre) | 02168      | Aisne       | commune-centre         | 16,55            | 15 068 (2022)                     | 910                | modifier les données · modifier les données |
| Armentières-sur-Ourcq            | 02023      | Aisne       | commune de la couronne | 6,81             | 98 (2022)                         | 14                 | modifier les données · modifier les données |
| Beugneux                         | 02082      | Aisne       | commune de la couronne | 7,68             | 117 (2022)                        | 15                 | modifier les données · modifier les données |
| Beuvardes                        | 02083      | Aisne       | commune de la couronne | 15,66            | 741 (2022)                        | 47                 | modifier les données · modifier les données |
| Bézu-Saint-Germain               | 02085      | Aisne       | commune de la couronne | 11,13            | 991 (2022)                        | 89                 | modifier les données · modifier les données |
| Blesmes                          | 02094      | Aisne       | commune de la couronne | 9,70             | 473 (2022)                        | 49                 | modifier les données · modifier les données |
| Bonneil                          | 02098      | Aisne       | commune de la couronne | 2,11             | 376 (2022)                        | 178                | modifier les données · modifier les données |
| Bonnesvalyn                      | 02099      | Aisne       | commune de la couronne | 6,34             | 207 (2022)                        | 33                 | modifier les données · modifier les données |
| Brasles                          | 02114      | Aisne       | commune de la couronne | 7,45             | 1 711 (2022)                      | 230                | modifier les données · modifier les données |
| Brécy                            | 02119      | Aisne       | commune de la couronne | 9,98             | 317 (2022)                        | 32                 | modifier les données · modifier les données |
| Breny                            | 02121      | Aisne       | commune de la couronne | 4,52             | 219 (2022)                        | 48                 | modifier les données · modifier les données |
| Bruyères-sur-Fère                | 02127      | Aisne       | commune de la couronne | 9,05             | 195 (2022)                        | 22                 | modifier les données · modifier les données |
| Le Charmel                       | 02164      | Aisne       | commune de la couronne | 9,83             | 324 (2022)                        | 33                 | modifier les données · modifier les données |
| Chartèves                        | 02166      | Aisne       | commune de la couronne | 8,76             | 358 (2022)                        | 41                 | modifier les données · modifier les données |
| Chierry                          | 02187      | Aisne       | commune de la couronne | 2,82             | 1 169 (2022)                      | 415                | modifier les données · modifier les données |
| Coincy                           | 02203      | Aisne       | commune de la couronne | 17,24            | 1 281 (2022)                      | 74                 | modifier les données · modifier les données |
| Condé-en-Brie                    | 02209      | Aisne       | commune de la couronne | 4,56             | 658 (2022)                        | 144                | modifier les données · modifier les données |
| Connigis                         | 02213      | Aisne       | commune de la couronne | 5,46             | 318 (2022)                        | 58                 | modifier les données · modifier les données |
| Courboin                         | 02223      | Aisne       | commune de la couronne | 14,07            | 301 (2022)                        | 21                 | modifier les données · modifier les données |
| Courmont                         | 02227      | Aisne       | commune de la couronne | 9,86             | 123 (2022)                        | 12                 | modifier les données · modifier les données |
| Courtemont-Varennes              | 02228      | Aisne       | commune de la couronne | 5,98             | 353 (2022)                        | 59                 | modifier les données · modifier les données |
| Cramaille                        | 02233      | Aisne       | commune de la couronne | 8,12             | 133 (2022)                        | 16                 | modifier les données · modifier les données |
| Crézancy                         | 02239      | Aisne       | commune de la couronne | 7,06             | 1 193 (2022)                      | 169                | modifier les données · modifier les données |
| La Croix-sur-Ourcq               | 02241      | Aisne       | commune de la couronne | 10,45            | 89 (2022)                         | 8,5                | modifier les données · modifier les données |
| Épaux-Bézu                       | 02279      | Aisne       | commune de la couronne | 19,50            | 540 (2022)                        | 28                 | modifier les données · modifier les données |
| Épieds                           | 02280      | Aisne       | commune de la couronne | 18,66            | 411 (2022)                        | 22                 | modifier les données · modifier les données |
| Essômes-sur-Marne                | 02290      | Aisne       | commune de la couronne | 28,55            | 2 698 (2022)                      | 95                 | modifier les données · modifier les données |
| Étrépilly                        | 02297      | Aisne       | commune de la couronne | 5,13             | 125 (2022)                        | 24                 | modifier les données · modifier les données |
| Fossoy                           | 02328      | Aisne       | commune de la couronne | 7,18             | 524 (2022)                        | 73                 | modifier les données · modifier les données |
| Fresnes-en-Tardenois             | 02332      | Aisne       | commune de la couronne | 8,84             | 278 (2022)                        | 31                 | modifier les données · modifier les données |
| Gland                            | 02347      | Aisne       | commune de la couronne | 5,65             | 429 (2022)                        | 76                 | modifier les données · modifier les données |
| Grisolles                        | 02356      | Aisne       | commune de la couronne | 10,63            | 230 (2022)                        | 22                 | modifier les données · modifier les données |
| Jaulgonne                        | 02389      | Aisne       | commune de la couronne | 1,78             | 669 (2022)                        | 376                | modifier les données · modifier les données |
| Latilly                          | 02411      | Aisne       | commune de la couronne | 9,32             | 199 (2022)                        | 21                 | modifier les données · modifier les données |
| Mézy-Moulins                     | 02484      | Aisne       | commune de la couronne | 4,48             | 551 (2022)                        | 123                | modifier les données · modifier les données |
| Montgru-Saint-Hilaire            | 02507      | Aisne       | commune de la couronne | 3,24             | 30 (2022)                         | 9,3                | modifier les données · modifier les données |
| Monthiers                        | 02509      | Aisne       | commune de la couronne | 7,37             | 155 (2022)                        | 21                 | modifier les données · modifier les données |
| Monthurel                        | 02510      | Aisne       | commune de la couronne | 3,86             | 137 (2022)                        | 35                 | modifier les données · modifier les données |
| Mont-Saint-Père                  | 02524      | Aisne       | commune de la couronne | 10,69            | 689 (2022)                        | 64                 | modifier les données · modifier les données |
| Nanteuil-Notre-Dame              | 02538      | Aisne       | commune de la couronne | 3,72             | 83 (2022)                         | 22                 | modifier les données · modifier les données |
| Nogentel                         | 02554      | Aisne       | commune de la couronne | 6,93             | 1 106 (2022)                      | 160                | modifier les données · modifier les données |
| Oulchy-le-Château                | 02580      | Aisne       | commune de la couronne | 15,08            | 811 (2022)                        | 54                 | modifier les données · modifier les données |
| Reuilly-Sauvigny                 | 02645      | Aisne       | commune de la couronne | 6,54             | 213 (2022)                        | 33                 | modifier les données · modifier les données |
| Rocourt-Saint-Martin             | 02649      | Aisne       | commune de la couronne | 5,76             | 305 (2022)                        | 53                 | modifier les données · modifier les données |
| Saint-Eugène                     | 02677      | Aisne       | commune de la couronne | 6,75             | 234 (2022)                        | 35                 | modifier les données · modifier les données |
| Saponay                          | 02699      | Aisne       | commune de la couronne | 9,93             | 270 (2022)                        | 27                 | modifier les données · modifier les données |
| Sergy                            | 02712      | Aisne       | commune de la couronne | 13,32            | 137 (2022)                        | 10                 | modifier les données · modifier les données |
| Seringes-et-Nesles               | 02713      | Aisne       | commune de la couronne | 13,49            | 268 (2022)                        | 20                 | modifier les données · modifier les données |
| Sommelans                        | 02724      | Aisne       | commune de la couronne | 4,28             | 58 (2022)                         | 14                 | modifier les données · modifier les données |
| Verdilly                         | 02781      | Aisne       | commune de la couronne | 5,10             | 455 (2022)                        | 89                 | modifier les données · modifier les données |
| Vichel-Nanteuil                  | 02796      | Aisne       | commune de la couronne | 6,39             | 93 (2022)                         | 15                 | modifier les données · modifier les données |
| Villers-sur-Fère                 | 02816      | Aisne       | commune de la couronne | 10,79            | 517 (2022)                        | 48                 | modifier les données · modifier les données |